# 刘心元
刘心元（1979年1月—），男，安徽怀宁人，民盟盟员，广东省政协委员，现任南方科技大学化学系讲席教授，化学系主任。

## 生平
2001年6月毕业于安徽师范大学化学系获理学学士学位，2004年6月毕业于安徽师范大学化学系和中国科学院上海有机化学研究所（联合培养）获理学硕士学位，同年留上海有机化学研究所任助理研究员。2010年3月于香港大学化学系获哲学博士学位，师从支志明院士。
2010年4月至2012年8月，在美国斯克利普斯研究所和香港大学化学系做博士后研究。
2012年9月入职南方科技大学化学系，任副教授、课题组长；2018年1月晋升为终身教授；2022年11月晋升为讲席教授。

## 学术贡献
主要从事自由基参与的不对称反应研究工作，主持国家自然科学基金杰出青年基金、优秀青年基金、重点项目、面上项目、青年基金等项目多项，在Nature, Nature Chemistry, Nat. Catal., J. Am. Chem. Soc., Angew. Chem. Int. Ed., Nat. Commun.等期刊发表论文110余篇，申请专利15项。

## 奖励与荣誉
- 2017年，获日本化学会杰出教授奖
- 2018年，入选“长江学者奖励计划”青年学者[5]
- 2019年，获中美华人化学与化学生物学教授联合会杰出教授奖
- 2020年，获国家杰出青年科学基金资助[6]
- 2021年，获第五届中国化学会手性化学奖青年手性化学奖
- 2023年，获第五届“科学探索奖”[7]
- 2024年，获第十二届中国化学会-巴斯夫公司青年知识创新奖[8]
- 2024年，获广东省自然科学一等奖（第一完成人）[9]